# Манченко, Владимир Дмитриевич
Владимир Дмитриевич Манченко (род. 17 апреля 1954 в Харькове) — советский и российский военачальник, генерал-лейтенант в отставке, начальник Военной академии РХБЗ имени Тимошенко (2002—2005), кандидат военных наук.

## Биография
Уроженец Харькова. Окончил Костромское высшее военное командное училище химической защиты в 1975 году, командный факультет Военной академии РХБЗ имени С. К. Тимошенко в 1989 году, Военную академию Генерального штаба ВС РФ в 1994 году и РАГС при Президенте России в 1999 году. Генерал-майор (5 мая 1995 года). Службу начинал в должности курсанта, далее командира отдельного батальона химической защиты общевойсковой армии в ГСВГ, дослужился до заместителя начальника войск РХБЗ Министерства обороны Российской Федерации. Участник контртеррористических операций на территории Северного Кавказа. 13 апреля 2002 года назначен на должность начальника Военной академии РХБЗ имени С. К. Тимошенко. Уволен в запас в соответствии с приказом Министерства обороны России от 6 августа 2005 года, после увольнения работал советником в Ростехнадзоре России. Почётный член Союза ветеранов войск РХБЗ, вице-президент Фонда поддержки офицеров запаса Вооруженных Сил «Офицерское братство».
В 2005 году вынужден был уйти с должности начальника Военной академии РХБЗ из-за двух скандалов: против Манченко возбудили уголовное дело за неисполнением решений суда, поскольку он отказался предоставлять нескольким офицерам университета жильё, несмотря на выигранные ими судебные иски; также у него оказалось поддельное удостоверение участника ликвидации Чернобыльской аварии в составе в/ч 75223. Как выяснилось, на момент ликвидации аварии на АЭС Манченко не находился в расположении в/ч 75223, а нёс службу в составе ГСВГ во Франкфурте-на-Одере и занимался дезактивацией большегрузного транспорта, ехавшего из СССР в Европу. После обращения начальника отдела кадров Военной академии РХБЗ Манченко вынужден был возместить нанесённый государству материальный ущерб, связанный с незаконным использованием льгот, а его поддельное удостоверение «чернобыльца» изъяли. В то же время в 2003 году Манченко получил удостоверение участника, перенесшего радиационно-обусловленное заболевание (диагноз — «диффузно-узловой зоб 2-й степени с незначительными нарушениями функции»).

## Награды
- орден «За военные заслуги»[2]
- Медаль «За боевые заслуги»[2]
- Медаль «В память 850-летия Москвы»[8]
- Медаль «За отличие в воинской службе»[8]
- Медаль «60 лет Вооружённых Сил СССР»[8]
- Медаль «70 лет Вооружённых Сил СССР»[8]
- Медаль «За воинскую доблесть» 1 степени[8]
- Медаль «За укрепление боевого содружества»[8]
- Медаль «За усердие при выполнении задач инженерного обеспечения»[8]
- Медаль «200 лет Министерству обороны»[8]
- Медаль «За безупречную службу» I, II и III степеней[8]
- Медаль «200 лет МВД России»[8]
- иные награды[8]